# جوان کیوپتی
جوان کیوپتی (به انگلیسی: Jowan Qupty) (زادهٔ ۶ ژوئن ۱۹۹۰) شناگر اهل اسرائیل است.